# معدن طلای انجیرک تفتان
معدن طلای تفتان (بخش انجیرک) یکی از بزرگ‌ترین معادن طلای ایران است که در در شهرستان تفتان استان سیستان و بلوچستان واقع شده‌است و به گفته محمد نبی نوری، مدیرعامل شرکت توسعه معادن پارس تامین، دارای ذخیره قطعی ۱۰۰ میلیون تن کانسنگ طلا می‌باشد. در اردیبهشت ۱۴۰۱ بیش از ۳۰۰ نفر در این معدن مشغول به کار بودند.

## توسعه
شرکت توسعه معادن پارس تأمین از زیرمجموعه‌های شستا، مالک این معدن است که با صرف هزینه ۸۰۰ میلیارد تومان، فاز اول استخراج آن قرار است سال ۱۴۰۱ راه بیفتد.
و کارخانه طلای ان در حال احداث میباشد.
و بالغ بر پیش از ۵۵۰نفر از افراد بومی و محلی در این معادن های تفتان سرکار هستند 

## تعطیلی
دهم آبان‌ماه ۱۴۰۱، و در جریان اعتراضات، مردم بلوچ منطقه، برای دومین بار این معدن را تعطیل و اجازه استخراج از این معدن را ندادند. پیش از این و در ۲۶ مهر ماه ۱۴۰۱ نیز ریش‌سفیدان و جوانان بلوچ، دستگاه و ماشین‌آلات این معدن را جمع‌آوری کرده بودند.